# Šattuara II.
Šattuara II. je bil zadnji znani kralj huritskega kraljestva Mitani (Hanigalbat), ki je vladal sredi 13. stoletja pr. n. št. Njegovo kraljestvo je po asirski osvojitvi postalo provinca Asirskega cesarstva.
| Šattuara II. Rojen: ni znano Umrl: ni znano |                                                     |                                            |
| Vladarski nazivi                            |                                                     |                                            |
| Predhodnik: Vasašatta                       | Kralj Mitanskega kraljestva 13. stoletje pr. n. št. | Naslednik: Šalmaneser I. kot asirski kralj |